# Richard S. Bowles
 (janvier 2017).
Si vous disposez d'ouvrages ou d'articles de référence ou si vous connaissez des sites web de qualité traitant du thème abordé ici, merci de compléter l'article en donnant les références utiles à sa vérifiabilité et en les liant à la section « Notes et références ».
Pour les articles homonymes, voir Bowles.
Richard S. Bowles est un homme politique canadien né le 16 novembre 1912 à Winnipeg dans la province du Manitoba et mort le 9 juillet 1988 à Winnipeg. Il occupa le poste de lieutenant-gouverneur de la province du Manitoba de 1965 à 1970.